# Поллак, Яков
Яков Поллак (букв. «поляк»; 1460/1470-1541) — чешско-польский раввин-казуист, основатель «польского» направления метода изучения Талмуда и галахи, так называемого «Пилпула», оказавший глубокое влияние на развитие талмудизма в Польше.

## Биография
Родился в 1460-е годы. Был учеником Якова Маргалиота из Нюрнберга, с сыном которого, Исааком, он служил в пражском раввинате около 1490 года. Из его пражских учеников прославился Меир.
Рабби Яков стал известным в еврейском обществе после его спора по поводу развода малолетней, где его противником выступил рабби Иуда Минц (1492). Единственным единомышленником рабби Якова был рабби Меир Пфефферкорн.
По поводу другого галахического вопроса у рабби Якова произошли серьёзные разногласия с сыном рабби Иуды Минца, Абраамом; и свыше ста раввинов приняло участие в этой полемике.

### Польша
Евреи, переселившиеся из Чехии в Польшу, основав самостоятельную общину в Кракове, пригласили Якова в качестве раввина. Он учредил в Кракове школу для изучения Талмуда, который до того был в Польше в пренебрежении, и школа быстро прославилась и стала привлекать к себе молодежь со всех концов страны.
В 1530 г. Поллак посетил Св. Землю, а по возвращении оттуда поселился навсегда в Люблине. Среди его учеников и последователей был сын местного богача Шалом Шахна.
Поллак отказывался печатать свои решения по религиозным вопросам, и лишь немногие его решения вошли в сочинения других авторов.
Умер в Люблине в 1541 году.

## Учение
Перенеся в Польшу изучение Талмуда из Германии, рабби Яков положил, вместе с тем, начало совершенно новому течению, которое приобрело доминирующее значение в методе изучения его в Польше. Характерной чертой этого метода является тонкая аналитическая казуистика, остроумно сближавшая самые отдаленные предметы, а также уменье предлагать и разрешать вопросы самым неожиданным образом.

## Критика
Современники рабби Якова признавали его одним из величайших талмудистов своего времени, хотя впоследствии резко критиковали его метод пилпула.